# André da Silva
André da Silva (André Domingos da Silva; * 26. November 1972 in Santo André) ist ein brasilianischer Sprinter und vierfacher Olympiateilnehmer.
Bei den Olympischen Spielen 1992 in Barcelona startete er im 100-Meter-Lauf, schied jedoch in der Vorrunde aus. Vier Jahre später, bei den Olympischen Spielen 1996 in Atlanta erreichte er die zweite Runde. Wesentlich erfolgreicher war er dort jedoch mit der brasilianischen 4-mal-100-Meter-Staffel. Als Schlussläufer gewann er gemeinsam mit Arnaldo da Silva, Robson da Silva und Édson Ribeiro in 38,41 s die Bronzemedaille hinter den Mannschaften aus Kanada und den Vereinigten Staaten.
1999 war die erfolgreichste Saison seiner Karriere als Einzelstarter. Über 100 m wurde er in Bogotá Südamerikameister und siegte bei der Universiade in Palma. Darüber hinaus gewann er mit der 4-mal-100-Meter-Staffel bei den Weltmeisterschaften in Sevilla die Bronzemedaille. Dabei stellten er und Raphael de Oliveira, Claudinei da Silva und Édson Ribeiro mit 38,05 s einen Südamerikarekord auf.
Bei den Olympischen Spielen 2000 in Sydney trat er im 200-Meter-Lauf an, kam jedoch nicht über die Vorrunde hinaus. Mit der Staffel hingegen war er sogar noch erfolgreicher als vier Jahre zuvor. Gemeinsam mit Vicente de Lima, Édson Ribeiro und Claudinei da Silva holte er in 37,90 s die Silbermedaille, geschlagen nur von der US-amerikanischen Staffel.
Die Verbesserung vom dritten auf den zweiten Rang gelang ihm mit der Staffel auch bei den Leichtathletik-Weltmeisterschaften 2003 in Paris/Saint-Denis. Bis auf Cláudio Roberto Souza statt Claudinei da Silva mit der gleichen Aufstellung wie in Sydney, gewannen die Brasilianer in 38,26 s wieder die Silbermedaille hinter der US-Staffel. Bei den Panamerikanischen Spielen im selben Jahr in Santo Domingo hatte André da Silva über 200 m den dritten Platz belegt.
Bei den Olympischen Spielen 2004 in Athen konnte er nicht an seine früheren Erfolge anknüpfen. Die brasilianische Staffel erreichte dieses Mal nur den achten Platz. Im 100-Meter-Lauf schied er im Viertelfinale aus.
Daneben wurde er insgesamt fünfmal Brasilianischer Meister, viermal im 200-Meter-Lauf (1997, 2001, 2003–2004) und einmal im 100-Meter-Lauf (1997).
André da Silva hat bei einer Körpergröße von 1,87 m ein Wettkampfgewicht von 76 kg.

## Bestleistungen
- 100 m: 10,06 s, 25. Juni 1999, Bogotá
- 200 m: 20,15 s, 11. Mai 2003, Cochabamba
- 60 m (Halle): 6,70 s, 7. März 1997, Paris